# Skapular
Skapular (scapula: latinsk for skulder) er en klædningsgenstand, der bæres over skuldrene. Skapular inddeles i to typer: monastisk og andægtig skapular. Begge typer betegnes dog som sakular. Skapular benyttes specielt indenfor den katolske kirke, blandt gejstligheden såvel som menigheden, hvor den er et fysisk udtryk for, at man ønsker at vise Gud og sine medmennesker, at man vil forsøge at frigøre sig fra synd.
Monastisk skapular fremkom først, muligvis så tidligt som det 7. århundrede, og blev båret af Benediktinerordenen. Den består af et forholdsvist stort stykke klæde, der bæres over skuldrene og dækker bryst og ryg. Ofte når skapularen knæene. Skapularen kan udformes forskelligt og have forskellig farve m.v. 
Den andægtige skapular består af to små billeder i stof, der sammenkobles af to snore, der derved bæres over skulderen, så det ene er foran, det andet bagved.